# Copa dos Campeões da NORCECA de Voleibol Masculino de 2015
A Copa dos Campeões da NORCECA de Voleibol Masculino de 2015 foi a 1ª edição deste torneio organizado pela Confederação da América do Norte, Central e Caribe de Voleibol (NORCECA) em parceria com a USA Volleyball, realizado no período de 21 a 23 de maio.
A seleção do Canadá conquistou o título inaugural da competição e a seleção dos Estados Unidos ficou com o vice-campeonato. Ambas seleções garantiram vaga para a Copa do Mundo de 2015. O líbero canadense Daniel Lewis foi eleito o melhor jogador da competição.

## Seleções participantes
As quatro melhores seleções ranqueadas no ranking da NORCECA em 2015 garantiram vagas no campeonato.
| Equipe         | Qualificação              | Última participação |
| -------------- | ------------------------- | ------------------- |
| Estados Unidos | País-sede (1º no ranking) | Estreante           |
| Canadá         | 3º no ranking             | Estreante           |
| Cuba           | 2º no ranking             | Estreante           |
| México         | 4º no ranking             | Estreante           |

## Local das partidas
| Detroit, Estados Unidos |
| ----------------------- |
| Joe Louis Arena         |
|                         |
| Capacidade: 20 000      |

## Formato da disputa
Disputa em turno único, com todas as seleções se enfrentando.

### Critérios de desempate
1. Número de vitórias
2. Número de pontos
3. Sets average
4. Pontos average

- Partida com resultado final 3–0: 5 pontos para o vencedor e 0 pontos para o perdedor.
- Partida com resultado final 3–1: 4 pontos para o vencedor e 1 pontos para o perdedor.
- Partida com resultado final 3–2: 3 pontos para o vencedor e 2 pontos para o perdedor.

## Fase única
|     |                |     | Jogos | Jogos | Jogos | Resultados | Resultados | Resultados | Resultados | Resultados | Resultados | Sets | Sets | Sets  | Pontos | Pontos | Pontos |
| Pos | Equipe         | Pts | T     | V     | D     | 3–0        | 3–1        | 3–2        | 2–3        | 1–3        | 0–3        | V    | P    | R     | V      | P      | R      |
| --- | -------------- | --- | ----- | ----- | ----- | ---------- | ---------- | ---------- | ---------- | ---------- | ---------- | ---- | ---- | ----- | ------ | ------ | ------ |
| 1   | Canadá         | 13  | 3     | 3     | 0     | 2          | 0          | 1          | 0          | 0          | 0          | 9    | 2    | 4.500 | 257    | 210    | 1.224  |
| 2   | Estados Unidos | 11  | 3     | 2     | 1     | 1          | 1          | 0          | 1          | 0          | 0          | 8    | 4    | 2.000 | 278    | 217    | 1.281  |
| 3   | Cuba           | 6   | 3     | 1     | 2     | 1          | 0          | 0          | 0          | 1          | 1          | 4    | 6    | 0.667 | 198    | 224    | 0.884  |
| 4   | México         | 0   | 3     | 0     | 3     | 0          | 0          | 0          | 0          | 0          | 3          | 0    | 9    | 0.000 | 143    | 225    | 0.636  |

### Resultados
- Todas as partidas seguiram o fuso horário local (UTC−04:00).

| Data   | Hora  |                | Placar |        | Set 1 | Set 2 | Set 3 | Set 4 | Set 5 | Total   | Relatório |
| ------ | ----- | -------------- | ------ | ------ | ----- | ----- | ----- | ----- | ----- | ------- | --------- |
| 21 mai | 16:00 | Canadá         | 3–0    | Cuba   | 25–22 | 25–18 | 25–17 |       |       | 75–57   | P2 P3     |
| 21 mai | 18:00 | Estados Unidos | 3–0    | México | 25–15 | 25–12 | 25–17 |       |       | 75–44   | P2 P3     |
| 22 mai | 16:00 | México         | 0–3    | Canadá | 12–25 | 20–25 | 13–25 |       |       | 45–75   | P2 P3     |
| 22 mai | 18:00 | Estados Unidos | 3–1    | Cuba   | 20–25 | 25–17 | 25–10 | 25–14 |       | 95–66   | P2 P3     |
| 23 mai | 16:00 | Cuba           | 3–0    | México | 25–17 | 25–22 | 25–15 |       |       | 75–54   | P2 P3     |
| 23 mai | 18:00 | Estados Unidos | 2–3    | Canadá | 22–25 | 25–19 | 25–21 | 21–25 | 15–17 | 108–107 | P2 P3     |

## Classificação final
| Colocação | Time           |
| --------- | -------------- |
| 1         | Canadá         |
| 2         | Estados Unidos |
| 3         | Cuba           |
| 4         | México         |

|  | Equipes classificadas para a Copa do Mundo de 2015 |

## Premiação
| Copa dos Campeões da NORCECA de 2015 |
| Canadá                               |
| ------------------------------------ |
| Canadá Campeão (1º título)           |